# 八田原駅
八田原駅（はったばらえき）は、かつて広島県世羅郡甲山町（現：世羅町）小谷にあった西日本旅客鉄道（JR西日本）福塩線の駅（廃駅）である。

## 駅構造
開業時から1面1線の単式ホームのみを持つ地上駅であった。
現在は八田原ダムによってできた人造湖（芦田湖）の水底に沈んでいる。当時の駅名標は芦田湖のほとりにある郷土民俗資料館に展示されている。

## 歴史
1963年（昭和38年）に、住民の陳情によって新設開業したが、開業から数年後に芦田川下流の福山・府中両市の人口が増加したことや福山市東部の海岸部に日本鋼管（現在のJFEスチール）の大規模な製鉄所が進出したことなどから既に上流にあった三川ダム（世羅郡世羅町（当時・甲山町）伊尾）では十分需要に対応できなくなり、八田原ダムの建設が計画される。このため、八田原駅付近の福塩線は大幅に付け替えられることになった。
八田原駅については存続を求める意見もあったが、トンネル内にホームを設置するのには多額の費用がかかる上、それに見合った需要が見込めないことから1982年（昭和57年）に付け替えをもって廃止されることが決定した。その頃には八田原ダム予定地にかかる家屋は相次いで移転しており、八田原駅での乗降は皆無ということも珍しくない状況になっていた。
1989年（平成元年）4月19日の最終列車の発車をもって八田原駅は25年半の歴史に幕を下ろした。翌4月20日からは福塩線の列車は八田原トンネル（延長6,123m）を通ることになり、八田原駅には列車は通らなくなった。1997年（平成9年）に八田原ダムが完成し、八田原駅の跡は芦田湖の底に沈んだ。

### 年表
- 1963年（昭和38年）10月1日：国鉄福塩線の駅（旅客駅）として開業[1]。
- 1987年（昭和62年）4月1日：国鉄分割民営化により、JR西日本が継承[1]。
- 1989年（平成元年）4月20日：廃止[1]。

## 隣の駅
西日本旅客鉄道（JR西日本）
福塩線
河佐駅 - 八田原駅 - 備後三川駅